# Bird's Custard

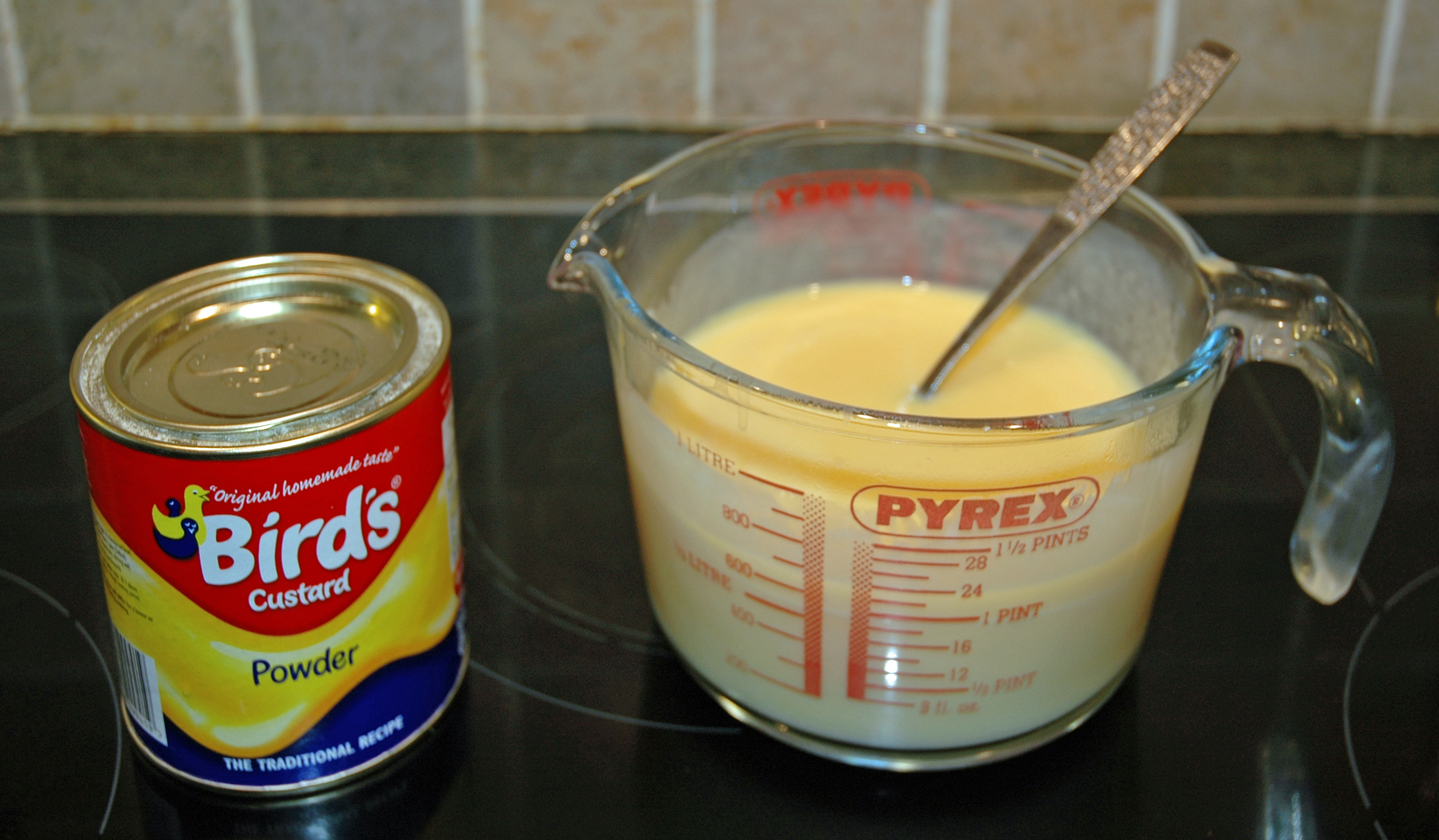
Bird's Custard

La Bird's Custard è una marca di polvere alimentare a base di farina di mais che riscaldata e previa aggiunta di latte forma una salsa cremosa.
La formula della Bird's Custard è stata inventata nel 1837 da Alfred Bird perché la moglie, allergica alle  uova, non poteva mangiare la normale crema inglese.